# Талювання
Талювання (рос. таллирование, англ. thallation) — введення талійвмісної групи в органічні сполуки, зокрема в ароматичні та гетероароматичні, заміщенням у них атома Н.
Здійснюється дією солей талію.
Ar–H + TlX3 → Ar–Tl3 (X = Hlg, OAc)